# Красовицький Беніамін Ісакович
Беніамі́н Іса́кович Красовицький (15 вересня 1921, м. Середина-Буда, Сумська область — 28 червня 1982, Слоут, Глухівський район, Сумська область) — учитель, ветеран німецько-радянської війни.

### Юнацькі роки
У 1928 р. разом з батьками переїхав до м. Глухова. З 1929 по 1940 р. навчався у Глухівській середній школі № 2. 1 листопада 1940 року був з братом Аркадієм (1905–1943) призваний до дав Радянської Армії.

### Війна (1940—1946рр.)
З 1 листопада 1940 р. по 15 березня 1941 р. — курсант полкової школи окремого батальйону зв'язку у м. Двінську. Наступні два місяці (до 15 травня 1941 року) був курсантом курсів начальників рації при 17-у полку зв'язку у м. Рига. Після закінчення курсів до початку війни служив начальником рації 102-го БАО Прибалтійського особливого військового округу у м. Миза-Езери. 22 червня 1941 року Прибалтійський ОВО було переформовано в Північно-Західний фронт, з 10 листопада 1942 року він став Калінінським, а з 23 листопада 1943 року — 1-м Прибалтійським фронтом.
Брав участь у Сталінградській битві. Мав звання старшого лейтенанта. У серпні 1943 року вступив до Комуністичної партії Радянського Союзу (КПРС).
З 3 січня по 25 травня 1944 року Б. І. Красовицький навчався на курсах політскладу 1-го Прибалтійського фронту у м. Калінін. Потім місяць був комсоргом батальйону 700-стрілецького полку 204 дивізії. 26 червня 1944 року 22-річного Беніаміна Ісаковича було поранено і він два місяці лікувався в м. Іваново. 23 серпня 1944 року він знову комсорг батальйону 239-го гвардійського стрілецького полку 70-ї дивізії 1 та 2 Білоруського фронтів. Воював на території Польщі та Німеччини — з 23 серпня 1944 р. по 1 жовтня 1945 року.

### Поранення
30 січня 1945 року Б. Красовицького знову було поранено. Лікування тривало три місяці — до 3 травня в госпіталі м. Поднь (???) у Польщі.
Після цього він опиняється в таборі для військовополонених, спочатку в м. Штраград у Польщі, а потім (до 6 березня 1946 року) — в м. Райхінський (???) Хабарівського краю. В обох таборах працював на посаді начальника клубу.
Після демобілізації працює на такій же посаді Беніамін Ісакович і у Глухові, в госпіталі інвалідів Великої Вітчизняної війни — з 1 квітня по 13 вересня 1946 року.

### Студентське життя
13 вересня 1946 року став студентом Глухівського державного педагогічного інституту. Вчився на мовно-літературному факультеті. 1 липня 1948 року закінчив внз за спеціальністю учитель української мови і літератури в 1-7 класах.
16 серпня 1948 року був призначений на посаду учителя Слоутської семирічної школи. Віддав роботі з дітьми понад 38 років свого життя. 1 вересня 1949 року став завучем школи. Одночасно з 1949 по 1951 роки заочно навчався у Сумському ДПІ на такому ж факультеті. Але здобув право викладати і в 8-10 класах.

### Роки учителювання в Слоуті
Працював завідувачем навчальної частини (завучем) Слоутської семирічної, з 1959 р. — восьмирічної, а з 1966 р. і середньої школи. Більше 22 років. Потім, до 17 вересня 1976 року працював вчителем історії. Вийшов на пенсію, але продовжив працювати учителем історії. Проживав у с. Слоуті.
Довгий час (1957–1972 рр.) був редактором колгоспної багатотиражної газети «Чапаєвець» у с. Слоут Глухівського р-ну на Сумщині. Беніаман Ісакович також гарно грав у футбол. Був півзахисником футбольної команди «Чапаєвець» (Слоут), заснував у 1949 році в сільському клубі драматичний гурток.
У 1955, 1961, 1967–1969 роках керував дільничною виборчою комісією в селі Слоут.

### Нагороди
За участь у боях ВВв був нагороджений Орденом Червоної Зірки (1 липня 1945 р.) та медалями «За перемогу над Німеччиною у Великій вітчизняній війні 1941—1945 рр.» (29.04. 1946), «20 років Перемоги у ВВв» (30.11.1970), «50 років Збройних Сил СРСР», «25 років Перемоги у ВВв» (1975), «30 років Перемоги у ВВв» (22.02.1976),

### Родина
Дружина, Раїса Марківна Красовицька (1920–1985), після закінчення Глухівського медучилища, завідувала у Слоуті фельдшерсько-акушерським пунктом.
Діти: Зінаїда (1947–2009), Алла (1950 р.н., проживає в Ізраїлі), Володимир (1956 р.н., проживає в США).
Передчасно помер 28 червня 1982 року в Слоуті. Похований на єврейському кладовищі у Глухові.